# Verdrag van Plessis-lès-Tours

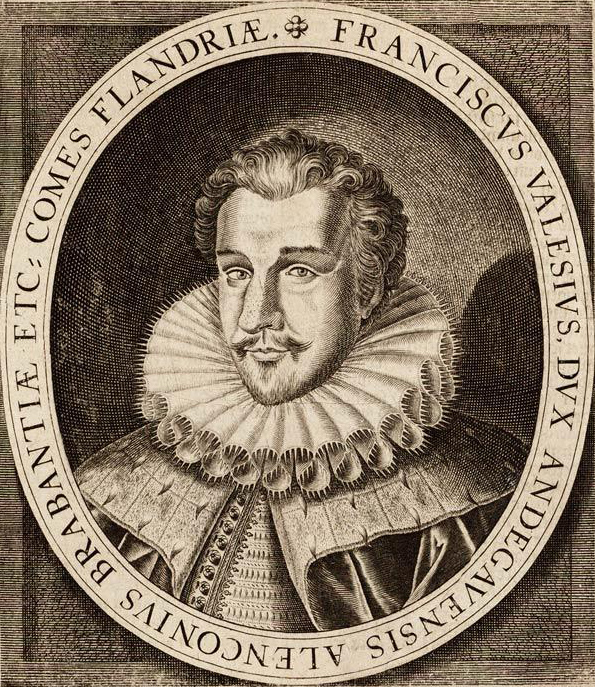
Frans van Anjou. (Michiel Colijn, 1616)

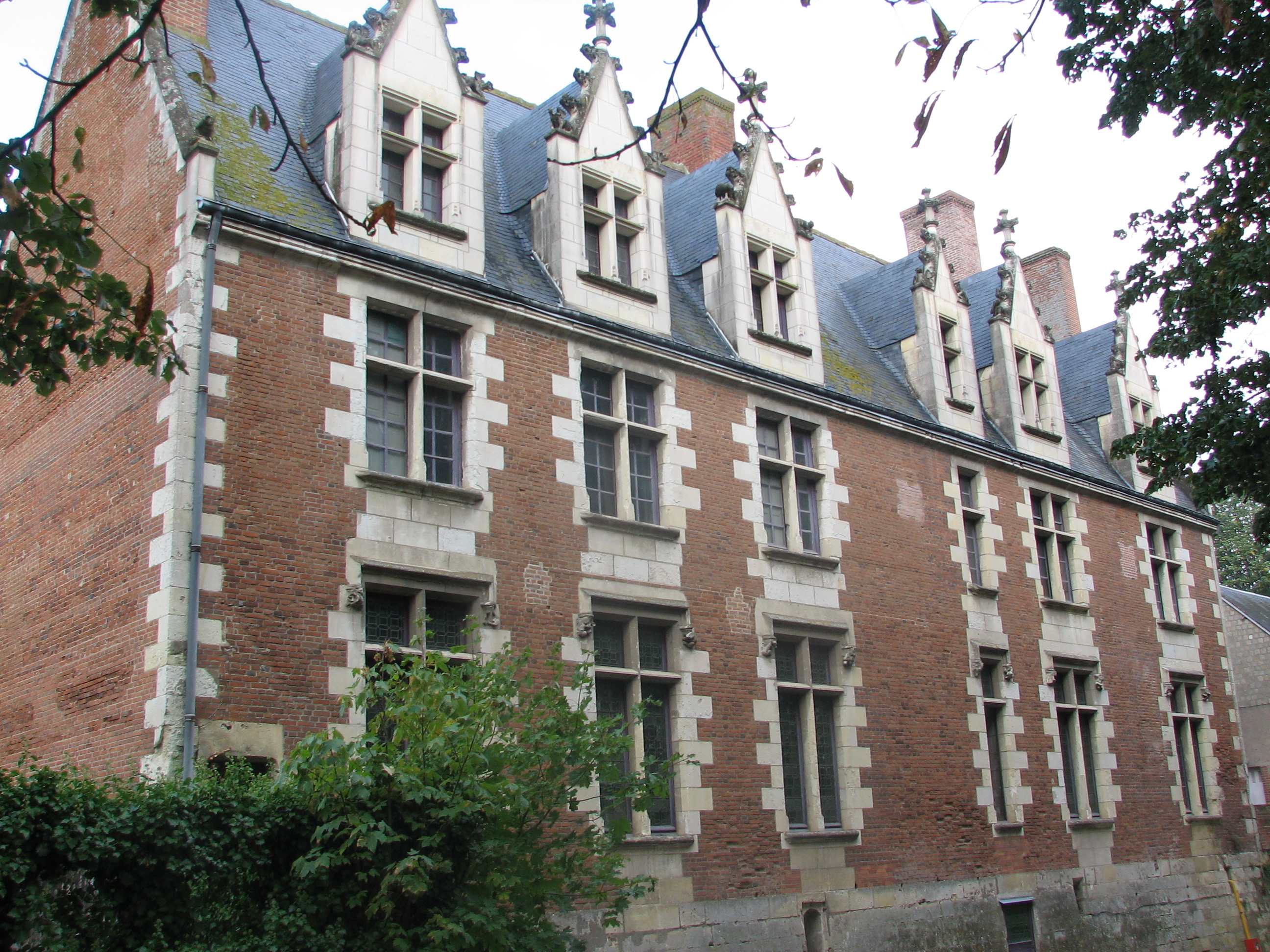
Het huidige kasteel Plessis-lès-Tours. (foto 2006)

Het Verdrag van Plessis-lès-Tours was een verdrag getekend op 29 september 1580 door de opstandige Staten-Generaal van de Habsburgse Nederlanden, met uitzondering van Zeeland en Holland, en de hertog van Anjou. In het verdrag werd de soevereiniteit van ieder van de Zeventien Provinciën aangeboden aan Anjou, de broer van de Franse koning Hendrik III. Op deze manier hoopten de Staten-Generaal Frankrijk te betrekken in de Opstand tegen Spaanse Rijk.
De naam van het verdrag is ontleend aan het Kasteel van Plessis-lès-Tours, waar het verdrag getekend werd.

## Verder verloop
Anjou kreeg niet veel macht aangeboden via het verdrag. Formeel werd hij erkend als hertog van Brabant, Gelre, Luxemburg en Limburg, graaf van Vlaanderen, Holland, Zeeland, Henegouwen, Namen, Artesië enzovoort, maar de Staten-Generaal hadden zijn soevereiniteit aan scherpe restricties onderworpen. In 1583 besloot hij daarom de Nederlandse stad Antwerpen aan te vallen, de grootste havenstad van Brabant. Dit resulteerde in een slachting van het Franse leger door de bevolking van Antwerpen, later de Franse Furie genoemd. Anjou besloot zich hierna terug te trekken uit de Nederlanden. Hij stierf een jaar later in 1584, waarna de Franse steun voor de Republiek ophield.